# José Lifante

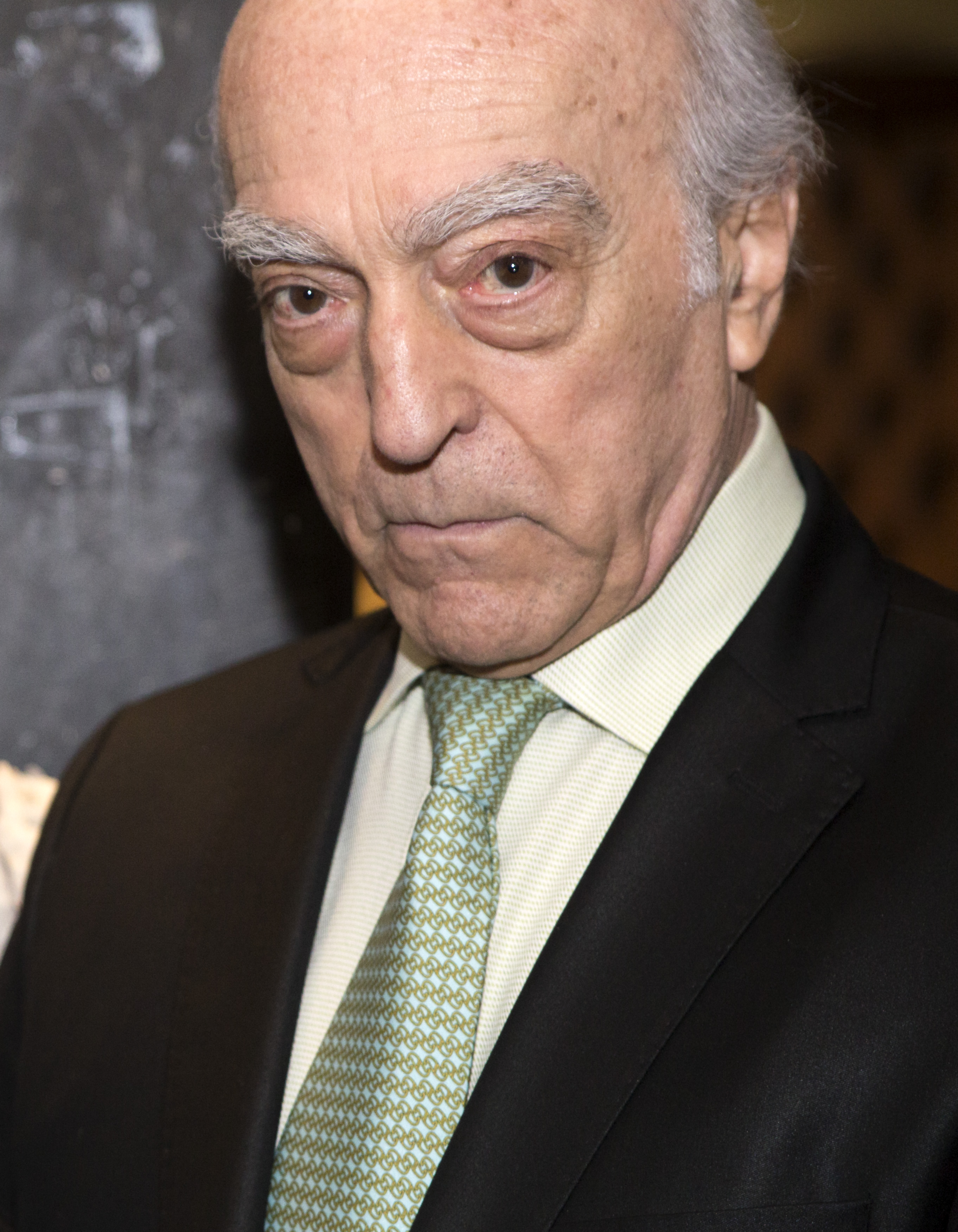
El actor José Liffante en 2016

José Ruiz Lifante (Barcelona, 3 de junio de 1943-Madrid, 16 de enero de 2024) fue un actor de reparto y doblador español.

## Biografía
Licenciado en Filosofía y Letras en la especialidad de Historia del Arte, debuta como actor en 1960 con la compañía de teatro de Enrique Diosdado y Amelia de la Torre en Barcelona.
Tan sólo un año después realiza su primera aparición cinematográfica de la mano de Francisco Rovira Beleta, en la película Los atracadores. Ese mismo año rueda Juventud a la intemperie de Ignacio F. Iquino, y se aparta por no recibir ofertas del cine durante los siguientes nueve años.
Durante ese tiempo consagra su carrera al teatro, interpretando por ejemplo, El adefesio (1966), de Rafael Alberti. En 1974 se traslada a Madrid y retoma una carrera cinematográfica que terminará superando la cifra de los cien títulos. Se trata, pues, de uno de los actores españoles con una filmografía más abultada, casi siempre en papeles secundarios y condicionados por su físico alto y enjuto, aptos especialmente para el género de la comedia. Destaca en su trayectoria el personaje del mayordomo en la película Patrimonio Nacional (1981), de Luis García Berlanga y su actuación en la película de terror No profanar el sueño de los muertos (1974) de Jordi Grau, encarnando a uno de los zombis.
También en televisión ha representado decenas de personajes de reparto en series de registro cómico, con incursiones en el dramático, como en El pícaro (1974), Lecciones de tocador (1983), Teresa de Jesús (1984), Media naranja (1986), Villarriba y Villabajo (1994), Hermanos de leche (1994-1995), Abierto 24 horas (2000-2001), Aquí no hay quien viva, La que se avecina y Cuéntame cómo pasó.
A principios de los noventa también trabajó como actor de doblaje en los estudios de Arcofón, en Madrid. Participó en series como Colombo y en la serie de animación Los Caballeros del Zodiaco donde interpretó muchos personajes, pero su voz está muy asimilada al malvado personaje Máscara de Muerte de Cáncer y al noble Aioria de Leo.
En 2011, se encontraba embarcado en un nuevo proyecto, una serie de terror en línea titulada Cementerio de historias, en la cual interpreta el papel de "El Enterrador", misterioso personaje que narra en cada capítulo una historia diferente, que abarcan desde el gore y el humor negro hasta el thriller y el suspense y cada una es absolutamente independiente de las otras.
José Lifante falleció en la mañana del 16 de enero de 2024 a las siete de la mañana, a causa de una trombosis.

## Filmografía (selección)
- Los atracadores (1961).
- Aborto criminal (1973).
- No profanar el sueño de los muertos (1974).
- País, S.A. (1975).
- Cuando los maridos se iban a la guerra (1976).
- El fin de la inocencia (1976).
- Spanish Fly (1976).
- El secreto inconfesable de un chico bien (1976).
- El bengador Gusticiero y su pastelera madre (1977).
- ¡Susana quiere perder... eso! (1977).
- Tiempos duros para Drácula  (1977).
- Al servicio de la mujer española (1978).
- Las locuras de Jane (1978).
- Tobi (1978).
- Las truchas (1978).
- La insólita y gloriosa hazaña del cipote de Archidona (1979).
- La familia, bien, gracias (1979).
- Miedo a salir de noche (1980).
- Patrimonio Nacional (1981).
- Las aventuras de Enrique y Ana (1981).
- Pánico / Bakterion (I vivi invidieranno i morti) (1981).
- En busca del huevo perdido (1982).
- Agítese antes de usarla (1983).
- La loca historia de los tres mosqueteros (1983).
- A tope (1984).
- La hoz y el Martínez (1985).
- Dragón Rapide (1986).
- Las aventuras del barón Munchausen (1988).
- El largo invierno (1992).
- Aquí, el que no corre... vuela (1992).
- El laberinto griego (1993).
- El perro del hortelano (1996).
- Camarón (2005).
- Lázaro de Tormes (2000).
- La conjura de El Escorial (2008).
- Gallino, the Chicken System (2013).